# Прушковский, Витольд
Вито́льд Прушко́вский (пол. Witold Pruszkowski; 1846, Бершадь, Ольгопольский уезд, Подольская губерния — 1896, Будапешт) — польский художник.

## Биография
Родился на Подолье в 1846 году. Детство провел в Одессе и Киеве. Семья эмигрировала в Дьепп в 1860 году. И в 1866 году он переехал в Париж, где получил художественное образование у Тадеуша Горецкого. Позже обучался в Академии художеств в Мюнхене (1869—1872) у Александра фон Вагнера. Затем в Краковской Академии художеств (1872—1875), был учеником Яна Матейко. В 1882 году он поселился в Мникуве.
Совершил творческие путешествия в Алжир, Тунис и Италию. Он также провёл несколько выставок в Варшаве и Львове. Позже он выставлялся на международном уровне, в том числе в Сан-Франциско и Чикаго.

## Творчество
Автор картин со сценами из сельской жизни, народных сказок и легенд, портретов, пейзажей, а также символических композиций. Ряд полотен написан Прушковским под вдохновением поэзии Словакии. Работы В. Прушковского сочетают в себе элементы реализма, романтической фантазии, лиризма и мистики. В более поздних работах ощутимо влияние импрессионизма.
Наиболее известными работами являются:
- «Портрет Казимира Бартошевича» (1876)
- «Русалки» (1877)
- «Три колодца» (1882)
- «Элоя среди могил» (1892)
- «Смерть Эленая» (около 1892).

Картины художника регулярно экспонировались на выставках в Кракове, Варшаве и Львове. В 1892 году был председателем комитета по сооружению памятника польскому художнику Артуру Гротгеру.
- Портрет Казимира Бартошевича (1876)
- На ранней заре (1876)
- Русалки (1877)
- Элоя среди могил (1892)
- Смерть Эленая (около 1892)
- Портрет крестьянки из-под Кракова
- Цветущий папоротник (1875)
- Ссылка в Сибири (около 1893)